# Rasmus Fyrpihl
Rasmus Fyrpihl, född 12 april 1995 i Örebro, Sverige, är en svensk före detta professionell ishockeyspelare.

## Biografi
Fyrpihl avslutade sin karriär i augusti 2017 med anledning av en tidigare skada, där komplikationer tillstött. Totalt noterades Fyrpihl på högre nivå, en SHL-match med Örebro, samt 29 matcher med Vita Hästen i Hockeyallsvenskan.

## Klubbar
- Örebro HK (2012/2013–2016/2017)
- HC Vita Hästen (2014/2015) (Utlånad från Örebro)